# Лоларди
Лоларди су били политички и верски покрет који је постојао од средине 14. века до енглеске реформације. Били су следбеници познатог енглеског теолога Џона Виклифа  који је критиковао римокатоличку цркву. Римокатоличка црква их је, заузврат, прогласила јеретицима.
У Низоземској у 14. столећу, а после и у Немачкој, лолардима се називају лаичка верска друштва посвећена милосрдним делима, нези болесника и самопомоћи. Прогањани су као јеретици.